# Megazystis
Die Megazystis, oder Megavesica, von altgriechisch μέγας megas, deutsch ‚groß‘ und altgriechisch κύστις kýstis, deutsch ‚Blase‘, ist eine zu große Harnblase mit angeborener abnormaler Erweiterung.
Sie ist oft schon intrauterin nachweisbar (fetale Megazystis).
Im Gegensatz zum Megaureter handelt es sich um eine funktionelle Vergrößerung.

## Verbreitung
Die Häufigkeit wird für Pränataldiagnostik mit 1 zu 1500 Schwangerschaften angegeben bzw. mit zwischen 1 zu 330 und 1 zu 1670 im ersten Schwangerschaftsdrittel. Das männliche Geschlecht ist im Verhältnis 8 zu 1 häufiger betroffen.

## Im Rahmen von Syndromen
Bei folgenden Syndromen kann eine Megazystis vorkommen und wesentliches Merkmal sein:
- Megazystis-Mikrokolon-intestinale Hypoperistaltik-Syndrom (MMIHS)
- Embryofetopathia diabetica
- Prune-Belly-Syndrom
- Pätau-Syndrom (Trisomie 13)
- Edwards-Syndrom (Trisomie 18)
- Down-Syndrom (Trisomie 21)
- Megazystis-Megaureter-Syndrom
- Rudd-Klimek-Syndrom (Nierendysplasie-Megazystis-Sirenomelie-Syndrom)

## Ursache
Es kommt eine Vielzahl von Ursachen infrage, die häufigsten sind:
- Untere Harnwegsobstruktion
  - Urethralklappen (57 %)
  - Urethralstenose oder -atresie (7 %)
- Vesikorenaler Reflux (VUR)
- Oligohydramnion (bis zu 50 %)
- Chromosomenaberrationen (15 %)
- Prune-Belly-Syndrom (4 %)
- Megazystis-Mikrokolon-intestinale Hypoperistaltik-Syndrom (1 %)
- Kloakenfehlbildungen (0,7 %)

## Einteilung
Je nach Vorliegen einer Obstruktion kann unterschieden werden zwischen:
- Obstruktiver Form bei Urethralklappe, Prune-Belly-Syndrom, Störungen am Blasenhals, VUR und neurogener Blase
- Nicht obstruktive Form bei Diabetes insipidus, Hinman-Syndrom und viszeralem Muskelsyndrom

## Diagnose
Sonographisch ist im ersten Schwangerschaftsdrittel ein Längsdurchmesser der Harnblase von mehr als 7 mm, später ein Sagittaldurchmesser von mehr als 12+Gestationsalter (in Wochen) mm pathologisch im Sinne einer Megazystis.
Auch Untersuchungen mit der Magnetresonanztomographie können hilfreich sein.

## Therapie
Die Behandlung hängt von der zugrunde liegenden Ursache ab.

## Heilungsaussicht
Liegt keine Chromosomenaberration vor, bildet sich die Blasenvergrößerung aus dem ersten Schwangerschaftsdrittel meistens spontan zurück, wenn der Blasendurchmesser nicht größer als 15 mm war; andernfalls besteht eine hohe Wahrscheinlichkeit, dass sich eine Obstruktive Uropathie entwickelt.